# ZooKeys
ZooKeys — международный реферируемый научный журнал, посвящённый проблемам систематики, таксономии, филогении, биогеографии, фаунистики и близких тем экологии животных. Публикации находятся в свободном доступе (Open Access). Основан в июле 2008 года.
Журнал с 2009 года сотрудничает с Фондом Викимедиа и предоставил право Википедии (Wikimedia Commons, Wikispecies и другим проектам Фонда Викимедиа) свободно использовать свои изображения для целей энциклопедии.

## История
Журнал был основан в 2008 году, издаётся Pensoft Publishers. Предлагаемые авторами рукописи предварительно рассматриваются профессиональными рецензентами, после чего публикуются на сайте журнала и в печатном бумажном формате. Все его публикации открыты для свободного доступа всем желающим. ZooKeys все описанные в нём новые таксоны животных индексирует в крупнейшей мировой базе данных интернет-энциклопедии Encyclopedia of Life в день публикации и в ZooBank. По числу описанных новых для науки таксонов животных журнал ZooKeys занимает второе место в мире среди десяти наиболее продуктивных по этому показателю зоологических изданий. Журнал индексируется во всех крупных научных базах: Science Citation Index, Scopus, AGRICOLA, Biological Abstracts, BIOSIS Previews, CrossRef, Current Contents/Agriculture, Biology & Environmental Sciences, Dimensions, MEDLINE/PubMed, Mendeley, Microsoft Academic, SJR Scimago, Zoological Record и других. Главный редактор американский энтомолог Терри Эрви (Смитсоновский институт, США).
Уровень цитирования (Импакт-фактор, Science Citation Index) журнала ZooKeys за время издания вырос с 0,517 до 1,079 (на 2018 год).
По данным SCimagoJr.com журнал находится на четвёртом месте в своей категории наук (зоология) среди всех зоологических журналов Восточной Европы (SCimagoJr.com, 2018).

## Тематика
Главной тематикой журнала является публикация описаний новых таксонов животных, мировые и региональные ревизии, обзоры фаун и другие вопросы и проблемы систематики, таксономии, филогении, биогеографии, фаунистики и близких тем экологии животных. За первые десять лет журнал опубликовал описания 8977 новых для науки видов, 650 новых родов и подродов, 45 новых семейств (подсемейств, триб и т.п.). Среди авторов более 5 тысяч учёных из более чем 130 стран мира. Среди них преобладают представители таких стран как Китай, США, Бразилия, Италия, Германия и Канада.
Публикации журнала регулярно привлекают внимание международных новостных агентств, газет и журналов, среди которых такие как The Washington Post, FOX News, CNN, BBC News, The Independent, The Huffington Post, Ria.ru (РИА Новости), Gazeta.ru (Россия), Wired (Италия), Le Figaro, Die Welt, Spiegel, National Geographic Australia, The Japan Times, The Hindustan Times, National Geographic, The New York Times, Sky News, The Guardian, ABC, Publico, Stern, El Pais и другие.

## ISSN
Международный код печатной версии издания ISSN 1313-2989 (print), а его интернет-версии 1313-2970 (web).